# Masahiro Fukazawa
Masahiro Fukazawa (Shizuoka, 12 juli 1977) is een Japans voetballer.

## Carrière
Masahiro Fukazawa speelde tussen 1996 en 2011 voor Yokohama F. Marinos, Albirex Niigata, Montreal Impact, Bangkok United, SAFFC en Fourway Rangers. Hij tekende in 2012 bij Bontang FC.